# حرب الراكون
حرب الراكون (باليابانية: (平成狸合戦ぽんぽこ, هيسي تانوكي حاسسين بونبوكو) و(بالإنجليزية: Pom Poko) فيلم رسوم متحركة ياباني (أنمي) أنتج عام 1994 من إخراج إيزاو تاكاهاتا فيما قام بتنفيذ الرسوم الكرتونية إستديو جيبلي.

## روابط  خارجية
- حرب الراكون على موقع IMDb (الإنجليزية)
- حرب الراكون على موقع ميتاكريتيك (الإنجليزية)
- حرب الراكون على موقع روتن توميتوز (الإنجليزية)
- حرب الراكون على موقع نتفليكس (الإنجليزية)
- حرب الراكون على موقع ألو سيني (الفرنسية)
- حرب الراكون على موقع Turner Classic Movies (الإنجليزية)
- حرب الراكون على موقع أول موفي (الإنجليزية)
- حرب الراكون على موقع فيلمافينيتي (الإسبانية)
- حرب الراكون على موقع قاعدة بيانات الأفلام السويدية (السويدية)
- حرب الراكون على موقع قاعدة بيانات الفيلم (الإنجليزية)